# Ivan Oljelund
Lars Ivan Oljelund, född 30 april 1892 i Sala, död 25 juli 1978 i Högalids församling, Stockholm, var en svensk författare och journalist.

## Biografi
Föräldrar var typografen Ferdinand Oljelund och Ida Pettersson. Fadern dog tidigt i TBC och Ivan Oljelund fick bo i olika fosterhem och på barnhem, där han fick arbeta mycket tidigt och inte ens gå färdigt folkskolan. Efter att modern gift om sig flyttade han 1908 till hennes nya familj i Eskilstuna. Där kom han som sextonåring i kontakt med de anarkistiska Ungsocialisterna och blev aktiv och började även skriva artiklar för tidningen Brand. Åren 1916–1918 var han dess redaktör. Han drogs in i den så kallade förräderiprocessen 1916 efter ha deltagit i en fredsmanifestation i Folkets hus i Stockholm, där han hade uppmanat till mobiliseringsstrejk. Oljelund dömdes tillsammans med Zäta Höglund och Erik Hedén till ett års fängelse för högförräderi, som avtjänades på Långholmens fängelse. Tiden på Långholmen skildrades i romanen I ny jord (1920), som kom att bli hans litterära genombrott. Han gör där emellertid också upp med "självgodheten och dogmatiken i revolutionära kretsar" och året därpå bekände sig Oljelund i boken Med stort G till kristendomen. Han säger: "Jag fick länge heta 'renegat' och 'avfälling' och f.d. Oljelund, vilket är lustigt när man inte fyllt trettio". Han menade också att trots att han var född i arbetarklassen blev han inte dess författare, men inte heller medelklassens, trots att han som författare socialt hörde dit. Tiden som ungsocialist skildrades även livfullt i romanen Gröna riddare (1926), där man får uppleva det politiska vardagsarbetet, liksom dess ledare Hinke Bergegren, som ges ett nyanserat porträtt. En annan samtidsskildring ger Oljelund i romanen Kranholm tar makten (1937), där arbetarrörelsen etablerar sin starke man i Eskilstuna.
Oljelund medarbetade 1924–1930 i Göteborgs Handels- och Sjöfartstidning, 1930–1938 i Svenska Dagbladet och därefter i Stockholms-Tidningen. Sommartid hade han från 1935 tillgång till fäbodstugan Gasenberget norr om Ludvika, där även många författarkollegor fick vistas. Mest känt är att Ivar Lo-Johansson där 1933 skrev Godnatt, jord. Under 1930- och 1940-talen försörjde sig Oljelund främst på journalistiken, men han skrev även en mängd dramatik, såväl lättare komedier som historiska skådespel.
På 1950-talet började Oljelund åter att skriva romaner med självbiografiskt innehåll. Romansviten om hans alter ego Mikael Häger, som utkom 1951–1958, omfattar böckerna Det hände på Kungsholmen, Stockholmsbarn, Arbetarbohem, Dans med stormen och Avfällingen. De följande tio åren skrev han omväxlande dramer, reportage och romaner, vissa med motiv från Antiken.

## Familj
Ivan Oljelund var bror till journalisten Stefan Oljelund och farbror till dennes barn TV-mannen Hannes Oljelund och diplomaten Anders Oljelund. Han sammanlevde 1915–1935 med skribenten Linda Öberg (1885–1973) och var från 1935 gift med med Margit Oljelund (1906–2000). Han var far till läkaren Olof Oljelund samt författaren och journalisten Thea Oljelund i förhållandet med Linda Öberg. Han är begravd i minneslunden på Skogskyrkogården i Stockholm.

## Priser och utmärkelser
- 1955 – Boklotteriets stipendiat
- 1968 – De Nios Stora Pris
- 1969 – Landsbygdens författarstipendium

## Bibliografi

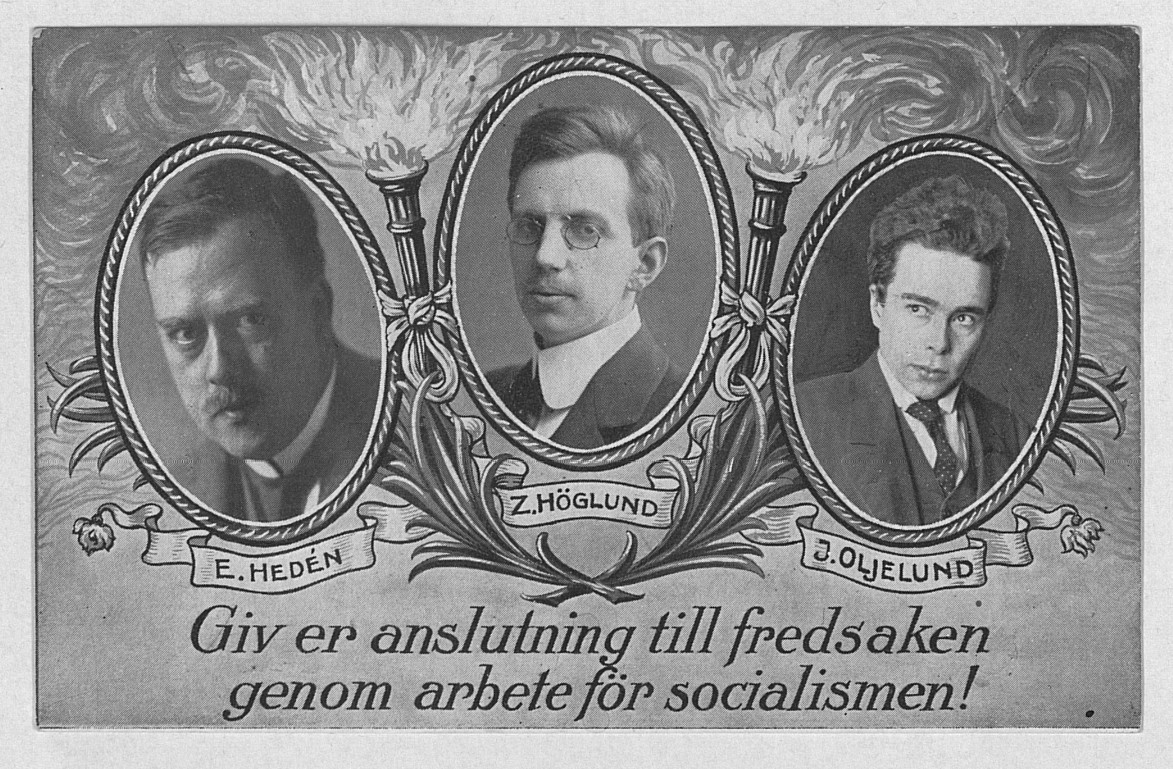
Propagandavykort utgivet av det Socialdemokratiska ungdomsförbundet till stöd för Erik Hedén, Zeth Höglund och Ivan Oljelund med anledning av förräderiprocessen 1916.

### Skönlitteratur
- Skärseld. Stockholm: Axel Holmström. 1915. Libris 1637932
- Färla och fantom : skisser och satirer. Stockholm: Axel Holmström. 1917. Libris 1656835
- Åska : dikter. Stockholm: Bonnier. 1919. Libris 1656841
- I ny jord : en gammal historia ånyo berättad. Stockholm: Tiden. 1920. Libris 1656837
- Med stort G. Sthlm: Tiden. 1921. Libris 29194
- Med två ögon. Uppsala: Lindblad. 1928. Libris 29193
- Saltstänk och strömoln : noveller och dikter. Uppsala: Lindblad. 1923. Libris 1476143
- Svenska brev. Stockholm: Tiden. 1923. Libris 29180
- Nya svenska brev. Stockholm: Tiden. 1925. Libris 29192
- Gröna riddare. Stockholm: Tiden. 1926. Libris 29106
- Med två ögon. Uppsala: Lindblad. 1928. Libris 29193
- Allvar och löje : kåserier. Uppsala: Lindblad. 1930. Libris 1341492
- Sagor och satirer. Stockholm: Bonnier. 1930. Libris 1341495
- Krönt och okrönt : historiska och andra berättelser. Uppsala: Lindblad. 1932. Libris 29191
- Gubbar jag mött. Stockholm: Bonnier. 1934. Libris 1350282
- Afrodite går förbi. Stockholm: Bonnier. 1935. Libris 1350281
- Eros i förhör : noveller. Stockholm: Bonnier. 1936. Libris 1374612
- Offentligt område : kåserier. Stockholm: Bonnier. 1936. Libris 1374617
- Kranholm tar makten. Stockholm: Bonnier. 1937. Libris 1374614
- Slampen : en skotte berättar. Stockholm: Lindfors. 1943. Libris 1403659
- Den förlorade sommaren. Stockholm: Lantbruksförbundets tidskrifts-ab [Seelig]. 1949. Libris 1403655
- Det hände på Kungsholmen : roman. Stockholm: LT. 1951. Libris 12519
- Stockholmsbarn : roman. Stockholm: LT. 1952. Libris 12518
- Arbetarbohem. Stockholm: LT. 1953. Libris 305501
- Dans med stormen : roman. Stockholm: LT. 1954. Libris 154432
- Dagar i Grekland och Rom. Stockholm: LT. 1955. Libris 1445223
- I gudarnas knän : roman. Stockholm. 1956. Libris 2056118
- Avfällingen : roman. Stockholm: LT. 1958. Libris 251211
- Mästaren : roman. Stockholm: LT. 1960. Libris 1972710
- Sanningsvattnet. Stockholm: LT. 1962. Libris 1972707
- Okänd gud : en berättelse om Paulus i Aten och Korint. Stockholm: LT. 1964. Libris 303795
- Svenska genier : tio berättelser om mer eller mindre välsedda. Stockholm: LT. 1967. Libris 8081091

#### Dramatik
- Doctor Biblicus : tre akter ur Luthers liv. Stockholm: Tiden. 1923. Libris 1476141
- Kärlek finns det än : folkkomedi i fem akter. Kristianstad: Sture Malmgrens förlag. 1935. Libris 1350283
- Maskiner och människor : tidsenlig enaktare. Kristianstad: Sture Malmgrens basarvarulager. 1935. Libris 1350284
- Människans händer : ett allvarligt lustspel i en akt. Kristianstad: Sture Malmgrens basarvarulager. 1935. Libris 1350285
- Smeden i Rumlösa : folklustspel, efter en folksaga, i fyra akter. Sköllersta: K. Göranzon. 1936. Libris 1374618
- Strejkhinder : social pjäs i en akt. Kristianstad: Malmgren. 1936. Libris 10503472
- Jag känner Filip : en uppfostrares komedi i 3 akter. Amatörteaterns elitserie ; 10. Falun: Lindarna. 1937. Libris 1360639
- Kärlek och jordbruk : Folkkomedi i en akt. Kristianstad: Malmgren. 1937. Libris 1374615
- När döden kom bort ... : [spel i fyra akter]. Stockholm: Amatörteaterns riksförbunds korrespondensinstitut. 1937. Libris 1374616
- Tipsvinsten : lustspel i 2 akter. Kristianstad: Malmgren. 1937. Libris 1374619
- Flygresan : komediskämt i en akt. Kristianstad: Malmgren. 1938. Libris 1374613
- Kapporna : pjäs för amatörteatern. Falun: Lindarna. 1938. Libris 1360647
- Passande vid filmen : komedi i en akt. Falun: Lindarna. 1938. Libris 1360643
- Karl XI : historiskt skådespel i fyra akter. Svenska teatern ; 453. Stockholm: Bonnier. 1943. Libris 8079414
- Gård och bonde : pjäs i två akter. Amatörteatern ; 239. Falun: Lindarna. 1945. Libris 1387292
- Atomkatastrof med förhinder : pjäs i en akt. Kristianstad: Malmgren. 1946. Libris 1403653
- Ett himlaspel : lustspel med allvarligt motiv. Kristianstad: Malmgren. 1949. Libris 1403657
- Perikles : skådespel i fem akter. Stockholm: LT. 1954. Libris 1445226

### Varia
- Se upp med skojarna! : ett inkast i försvarsdebatten. Stockholm: Ungsocialistiska partiet. 1913. Libris 1637931
- Riksdan som lurar oss!. Stockholm: Ungsocialistiska partiet. 1914. Libris 1637930
- Skall Sverige förtyskas?. Stockholm: Ungsocialistiska partiets förlag. 1916. Libris 1656838
- Robert Owen : ur hans levnad och idévärld : en biografisk skiss. Revolutionens förkämpar ; 10. Stockholm: Holmström. 1918. Libris 883589
- Humanismen : några synpunkter. Stockholm: Axel Holmström. 1919. Libris 1656836
- Till frasens psykologi : en stridsskrift. Stockholm: Tiden. 1919. Libris 1656839
- Vägar och mål : några tankelinjer och drömbilder. Stockholm: Brand. 1919. Libris 1656840
- Från Sorrento till Akropolis : några utlandsbilder. Stockholm: Tiden. 1925. Libris 1476142
- Ett. Stockholm: Bonnier. 1929. Libris 1341494
- En lekmans katekes eller enkla barnalära. Stockholm: Bonnier. 1929. Libris 1341493
- Ansikten : självbiografiska skisser. Stockholm: Bonnier. 1932. Libris 37548 - Medverkan av Oljelund.
- ”Försök till konversation”. Avsikter : arton författare om sina verk. Stockholm: Bonniers. 1945. sid. 168-179. Libris 31113
- Utanför min gärdsgård : mest fågelhistorier /ill. av Eric Palmquist. Stockholm: LT [Seelig]. 1948. Libris 1403660
- Min Far : 31 svenska män och kvinnor om sinna fäder under redaktion av Ivan Oljelund. Uppsala: J. A. Lindblads Förlag. 1949. Libris 383083
- Möten och människor. Stockholm: Askild & Kärnekull. 1972. Libris 7589338. ISBN 917008176X
- Gasenberget : en fäbodvall i Grangärde socken : skildringar / redaktör: Göran Elgemyr. Stockholm: Produktion Elgemyr. 2007. Libris 10724694. ISBN 9789163306914